# 타타 컴퍼니
타타컴퍼니 (TATA Company)는 1999년, 당시 음반 프로듀서였던 타타 (지아니박,)를 중심으로 만들어진 대한민국의 문화 예술 레이블이다. 설립 당시 이름은 TATA Clan이었으며, 이 이름은 현재 소속가수인 Bonfa, 공명정대, Lil' Cheesy의 3인조 힙합 밴드팀 이름으로 사용되고 있다. 본사는 서울특별시 강남구 논현동에 있다.

## 역사
타타 컴퍼니 (TATA COMPANY)는 1999년 프로듀서 타타 (박지영)을 중심으로 "TATA Clan"이란 이름의 단체로 시작하였다. 설립 당시인 1990년 후반, 이들의 대표적인 활동은 타타가 프로듀싱한 JDee (현 공명정대)와 2no의 듀오 Waldorf의 Bitter Smile이란 시리즈 곡 활동으로, 특히 Bitter Smile 2는 밀림에서 인기 차트 1위를 최장기간 기록하는 등 인디음악계에서 큰 인기를 얻기도 하였다. 2005년에는 정식으로 타타를 대표로 한 레이블로 출범, 그 해 조PD와 타타가 프로듀싱한 Brooklyn Mix Tape에 소속 가수 JDee (현 공명정대)를 참여시키는 것으로 첫 활동을 시작하였다. 이후 공명정대의 1집 앨범을 발표하였으며, 이 앨범은 문화관광부 정책 사업으로 문화콘텐츠 진흥원에서 진행된 ‘2006 음악산업진흥정책 사업’에 선정됨과 동시에 네티즌들 사이에서는 어2쿠ya 등의 곡이 상당한 화제를 낳았다. 또 2006년 초 제휴를 맺었던 스트릿 패션브랜드 SAKUN이 이 앨범의 제작 및 프로모션, 디자인에 도움을 주어 "문화적인 크로스오버"를 이루어냈다.
이후 2008년 발표한 컴필레이션 앨범은 발매 실적이나 대중적인 인지도는 기대에 미치지 못하였으나, 태연, 강인의 친한친구 등의 라디오 프로그램에서 2AM 등과 같은 대형기획사 가수들을 제치고 3주 연속 우승하는 등 음악 전문 프로그램에서 실력을 검증받는 음악적인 발전을 거머쥐었다. 이즈음부터 타타클랜의 이름은 공명정대, Bonfa, Lil' Cheesy의 3인조 팀 이름으로 쓰이기 시작하였고, 레이블 이름은 공식적으로 타타 컴퍼니로 바뀌었다.
타타 컴퍼니는 음반 활동 외에도 컬처 집단을 표방하면서 여러 문화 방면을 서포트하고자 하였는데, 대표적으로 수많은 패션 브랜드와의 제휴가 있다. 위에서 언급된 SAKUN 외에 글로벌 패션 브랜드 Havaianas와도 제휴를 맺고 싱글을 발표한 바 있다. 현재는 패션편집몰 LOVE & DUNG, 패션 브랜드 Billion Dollar Babes, Lonely Gods의 수입원, 클래식아티스트 에이전시 마스터클래스를 운영하는 문화콘텐츠 기업 Ciani Van Co. 씨아니밴코 그룹으로 통합 합병되었으며, 세계적인 성악가 바리톤 공병우, 영화 '미녀는 괴로워', '사랑따윈 필요없어'의 김선정 작가, 음반프로듀서 크리에이티브 디렉터 타타, 패션디자이너팀 crazymami, 가수 및 음반 프로듀서 공명정대, 힙합밴드 타타클랜 등 다양한 장르의 아티스트들이 소속되어있으며 음반, 영화, 패션 관련 문화 콘텐츠에 투자지원을 하고 있다.

## 멤버
- 타타 - 크리에이티브 디렉터 CEO
- 공병우 (성악가)
- 박소영 (첼리스트)
- 김선정 (미녀는 괴로워, 사랑따윈 필요없어 시나리오 작가)
- 타타클랜 - 공명정대 (前 Waldorf), Bonfa, Lil' Cheesy
- 2no (前 Waldorf)
- crazymami (패션 디자이너 팀)

## 이름
- TATA의 의미는 他 (다를 타), 打 (칠 타)로 항상 다른 무언가를 시도하는 예술가란 의미에서 붙여졌다.[3]